# 海御前
海御前（うみごぜん、あまごぜ）は、福岡県宗像郡東郷村（現・宗像市）、北九州市門司区大積に伝わる海の妖怪。河童の女親分と言われている。かつて壇ノ浦の戦いで敗れ去った平家が海へ身を投じた際、武将・平教経の奥方（母親という説もある）が福岡まで流れ着き、河童に化身したものとされる（ちなみの他の女官たちは手下の河童に、武将たちはヘイケガニに化身したと言われる）。

## 概要
普段は他の河童たちを支配しているが、毎年5月5日だけは支配を解いて河童たちを自由に放す。この際に河童たちに、ソバの花が咲く前に帰るように告げると言うが、これは、自分たち平家を滅ぼした源氏の旗印が白であるために白い色のソバの花を恐れているためといい、自身もソバの花が咲く時期には住処にこもって一歩も外へ出ず、わなわなと震え上がりながら過ごすという。
また平家出身であるため、人に危害を加える際も、源氏の人間以外に手を出すことは決してなかったと伝えられている。
この伝承の名残りで裏門司地区の大積には現在も、教経の奥方を葬ったという「海御前の碑」が建てられている。

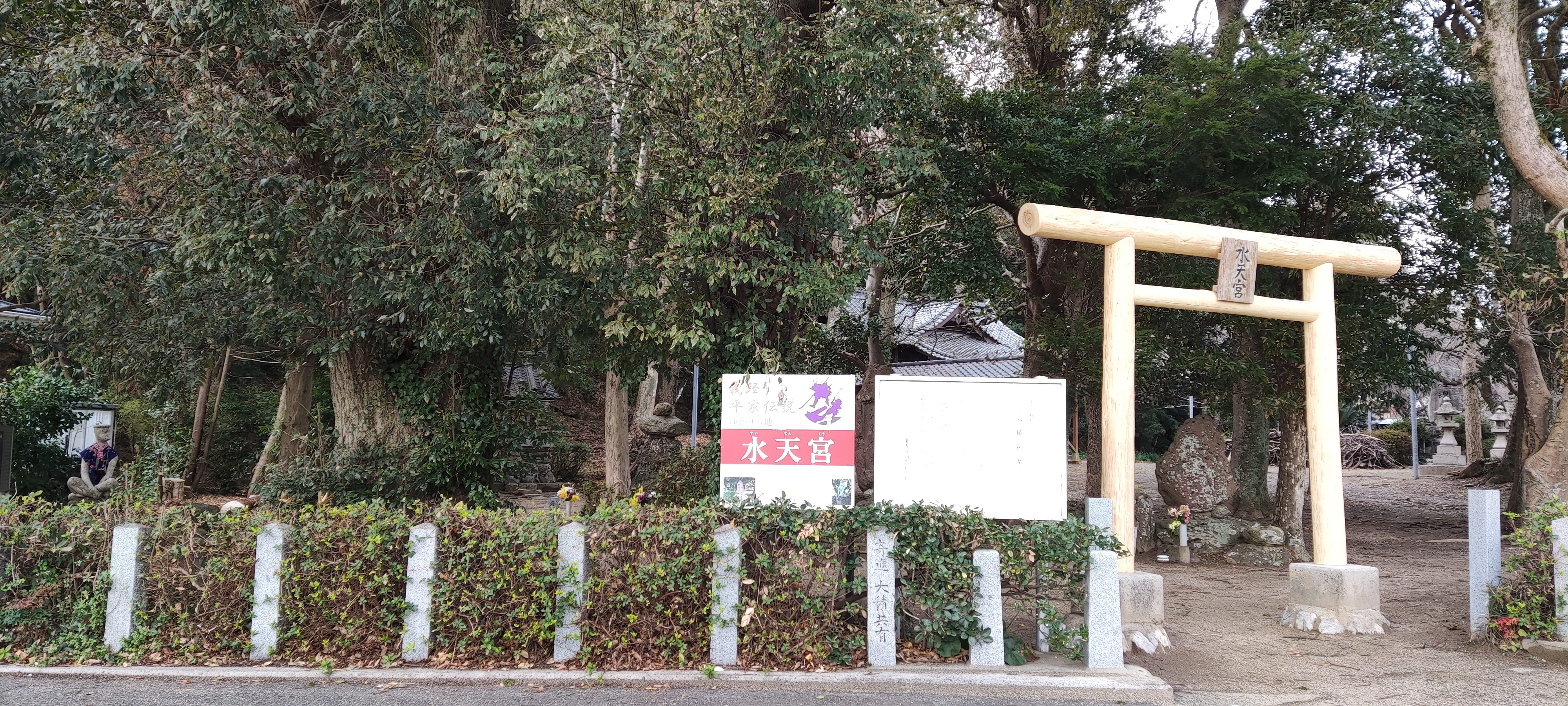
水天宮（門司区）全景（福岡県北九州市門司区大積1226‐4、鳥居下カッパの碑）
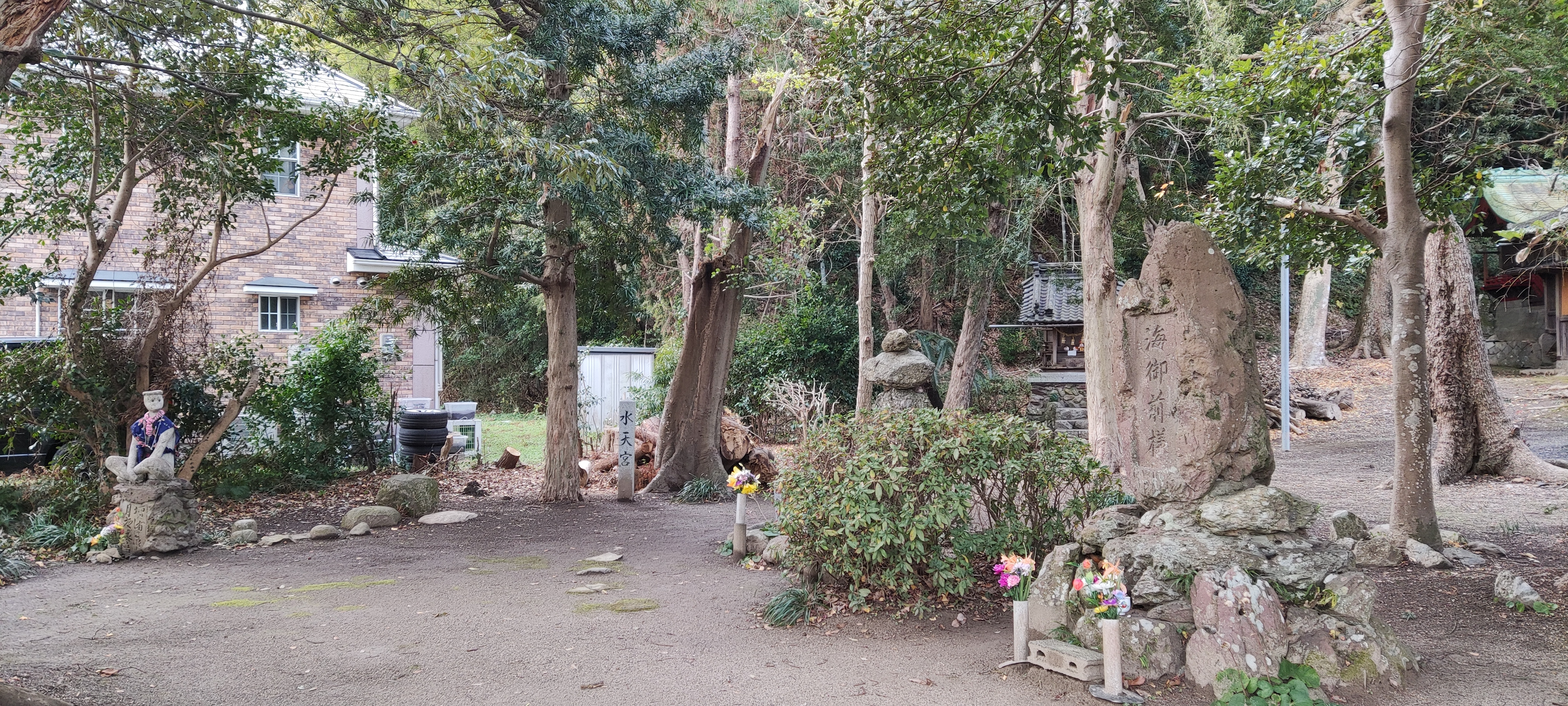
水天宮（門司区）史跡全景（右から海御前様碑・水天宮社・海御前碑・河童像）
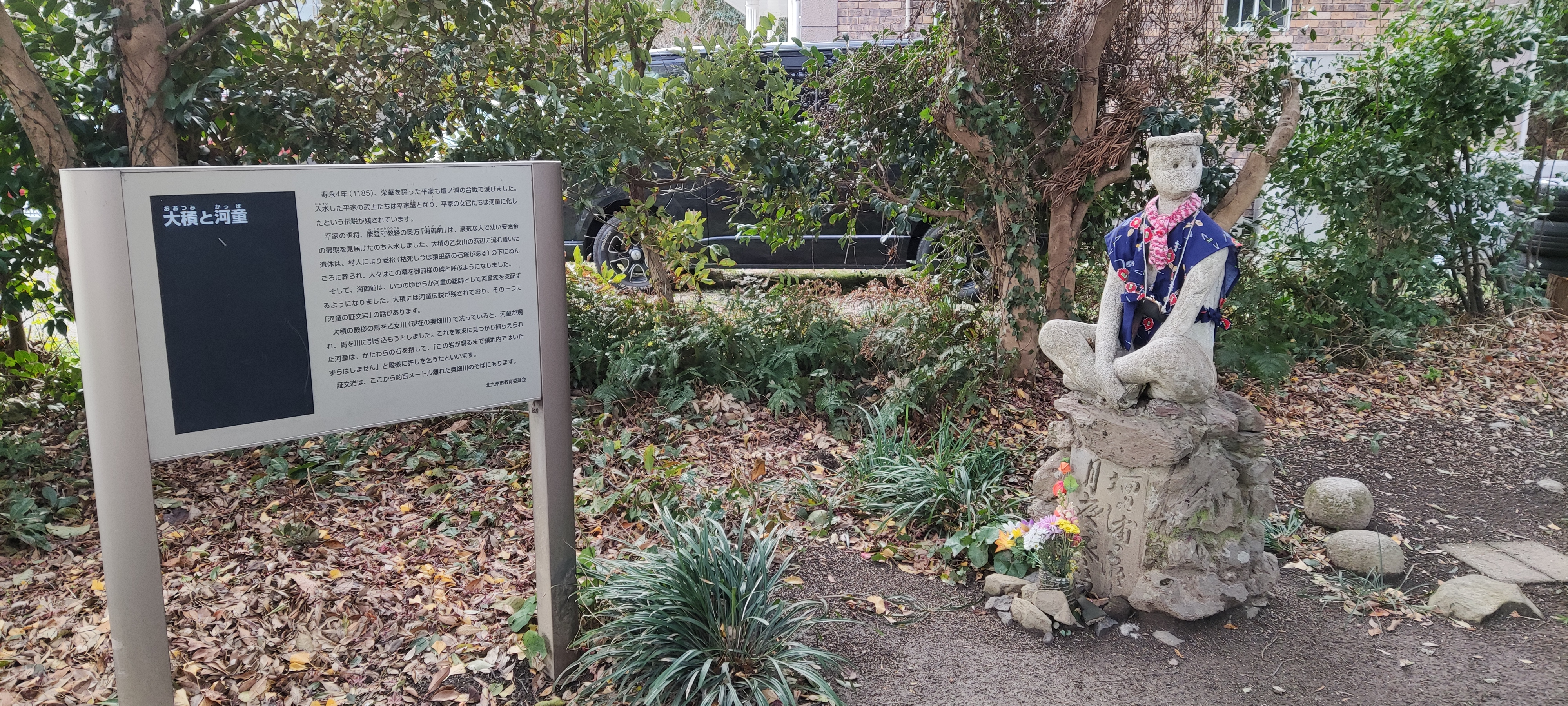
河童の像、大積と河童説明板（海御前と河童の関りと後世の証文石伝承説明）
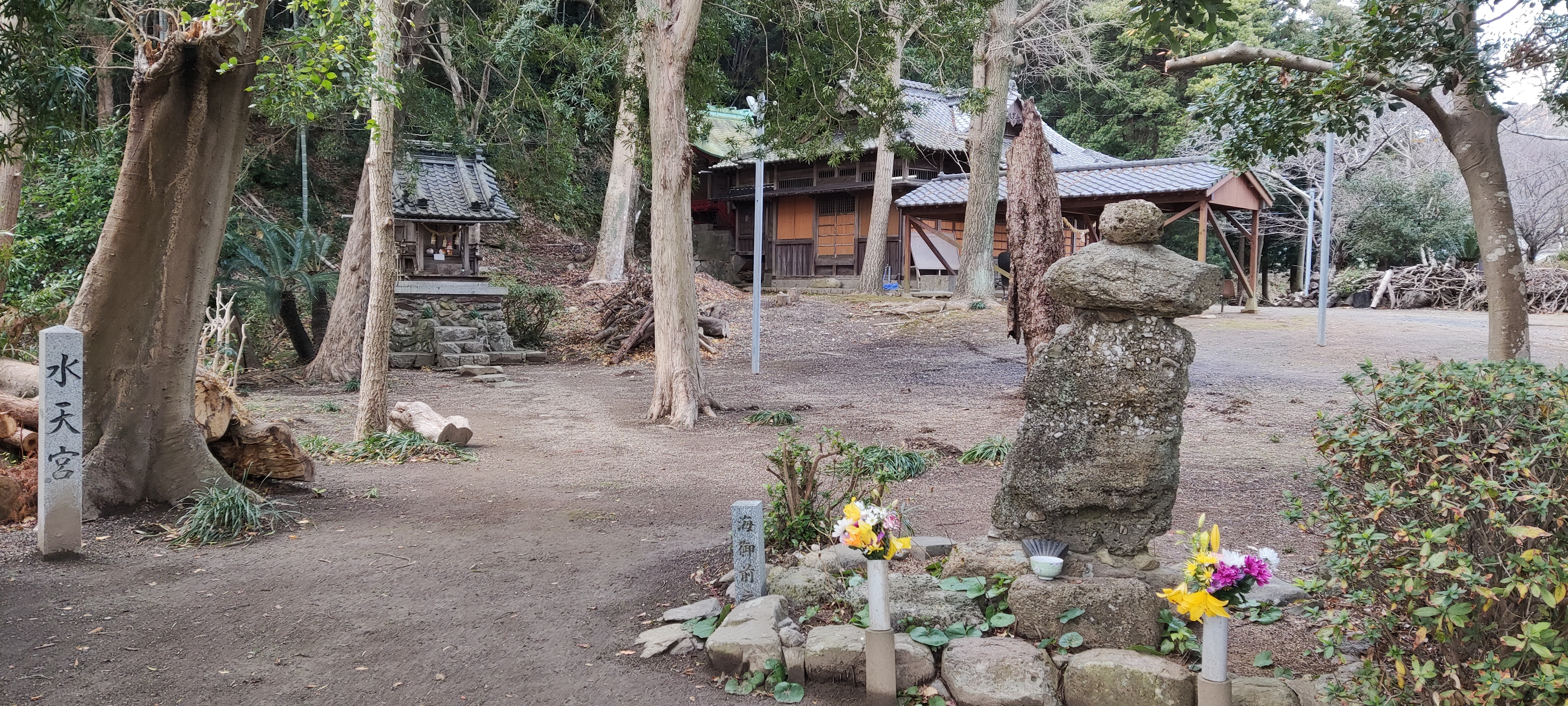
海御前碑・水天宮（門司）社（背景天疫神社、右海御前様碑、左河童像）
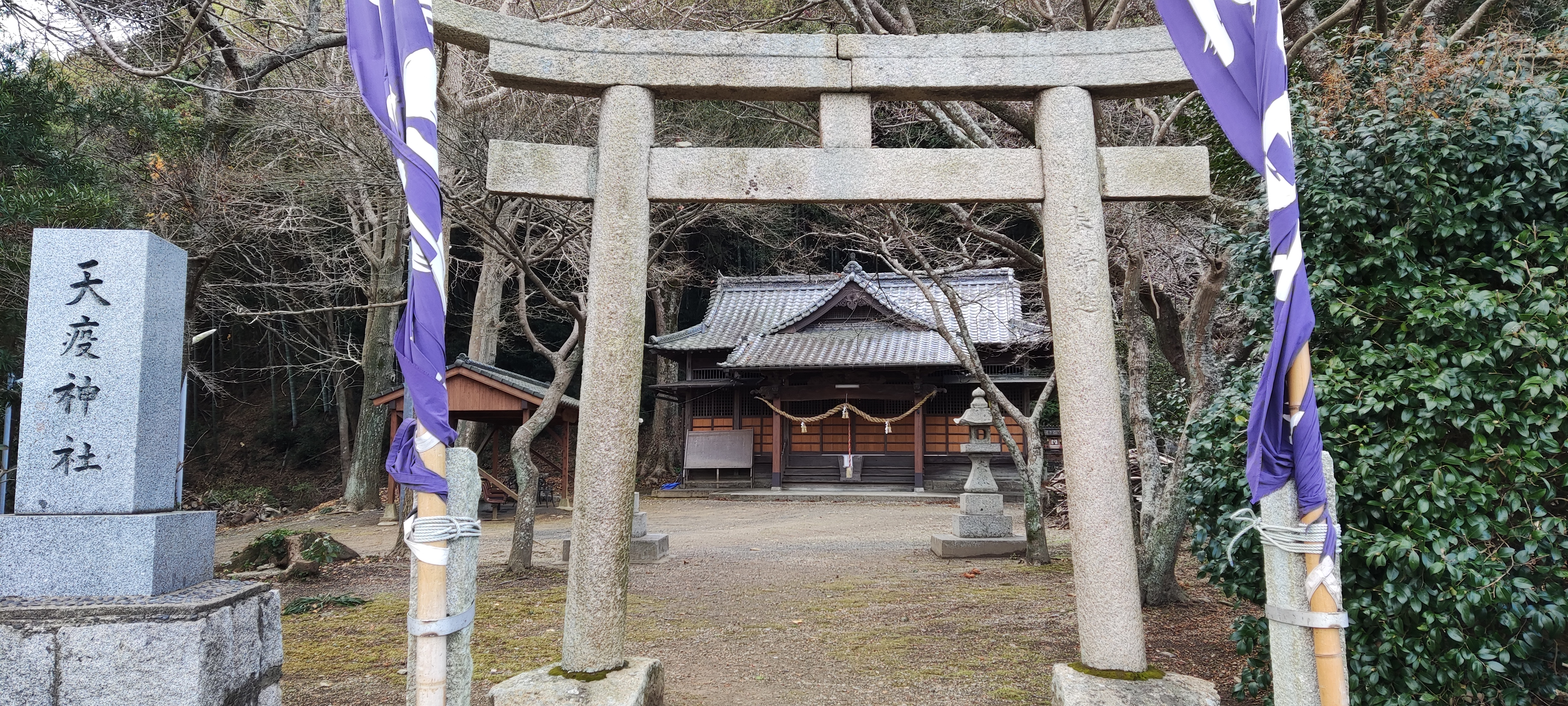
大積天疫神社（門司区）（水天宮・海御前・河童関連史跡は正式には天疫神社境内）